# Flavio Valente Giovino
Flavio Valente Giovino (in latino: Flavius Valens Iovinus; fl. 363-368) è stato un generale e politico romano, sotto gli imperatori Giuliano, Gioviano e Valentiniano I.

## Biografia

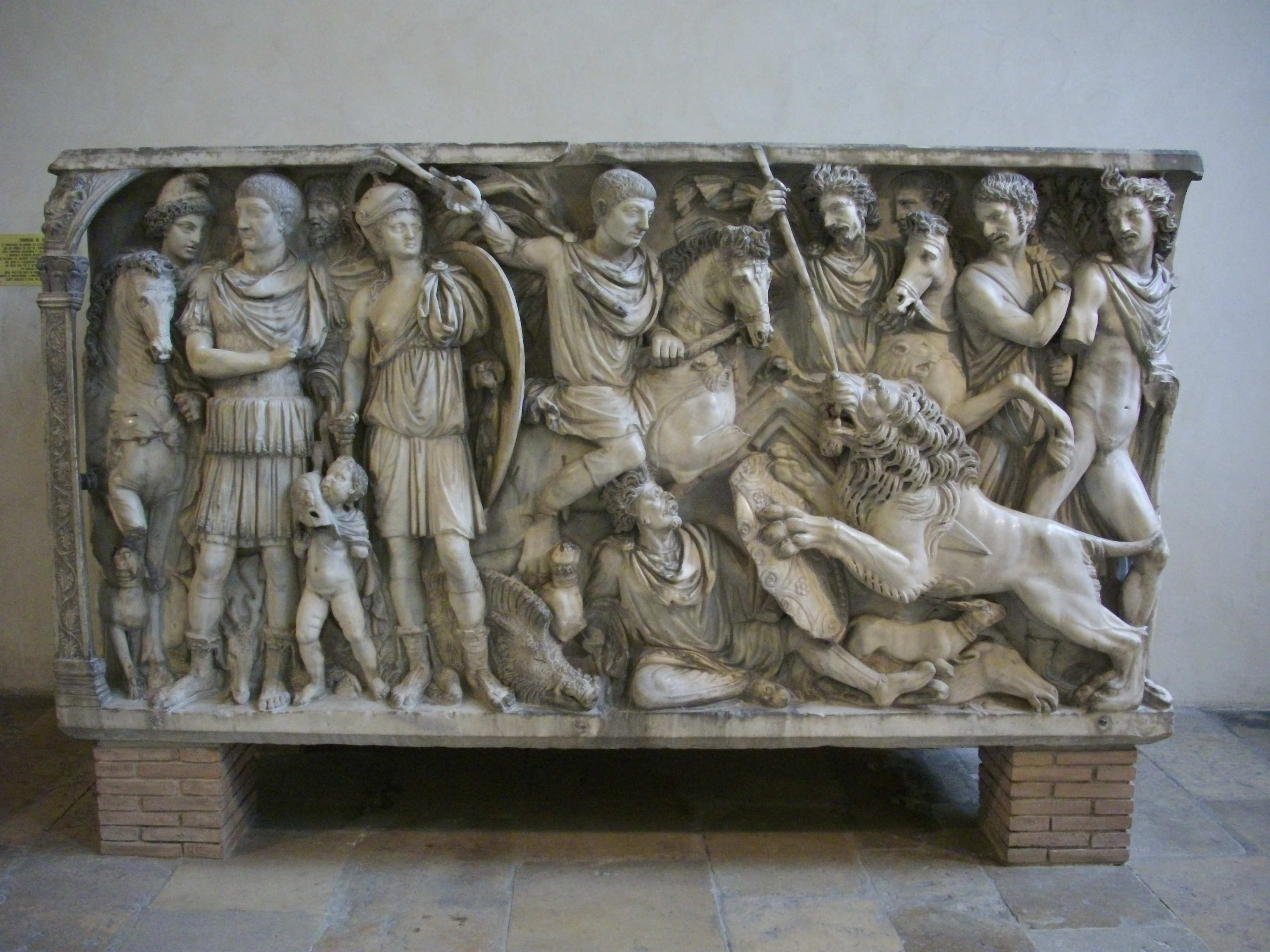
Sarcofago di Giovino.

Sotto Giuliano fu magister armorum per Gallias, ma all'elevazione al trono di Gioviano venne destituito.
Nel 365 era magister equitum, e fu scelto dall'imperatore Valentiniano I per sostituire Dagalaifo al comando delle truppe romane impegnate a contenere gli sconfinamenti degli Alamanni nel territorio imperiale; Giovino preparò ed equipaggiò bene le proprie truppe e attese la mossa degli Alamanni. Attorno al 1º gennaio 366, gli Alamanni oltrepassarono la frontiera con l'Impero suddivisi in tre grandi raggruppamenti. Giovino iniziò una campagna di diversi mesi, combattendo una serie di distaccamenti alamanni oltre a tre scontri principali. Muovendosi con circospezione e tenendo coperte le sue ali, tra l'inizio e la metà di marzo Giovino riuscì ad avvicinarsi al primo dei contingenti principali degli Alemanni e a prenderli completamente di sorpresa, sconfiggendoli duramente e disperdendoli (battaglia di Scarponna, moderna Dieulouard). In aprile, alcuni degli esploratori mandati da Giovino in avanscoperta riferirono di aver trovato un secondo contingente alemanno nei pressi di un fiume; Giovino fece avvicinare le proprie truppe al nemico sotto la copertura di un bosco e attaccò gli Alamanni di sorpresa, tanto che solo pochissimi riuscirono a salvarsi fuggendo. L'ultimo contingente alamanno rimasto era quello più grande, e Giovino gli diede la caccia mettendo da parte ogni precauzione, riuscendo a intercettarlo nei pressi di Châlons-sur-Marne. Giovino distaccò un contingente di auxilia palatina, gli Ascarii, a tagliare la via di fuga al nemico, e poi avanzò sulla posizione alamanna, trovando questa volta i barbari schierati a battaglia; il generale romano decise allora di far riposare le sue truppe in un accampamento fortificato e di dare battaglia il giorno successivo. Il giorno dopo, Giovino schierò le proprie truppe, che erano meno numerose di quelle alamanne, su di un fronte che pareggiava quello nemico, e diede inizio alla battaglia; malgrado la defezione del tribunus armaturarum Balchobaude e delle sue truppe, i Romani ressero l'urto degli Alamanni fino al tramonto. Il giorno successivo Giovino dispose le truppe per riprendere la battaglia, ma solo per scoprire che gli Alamanni avevano deciso di ritirarsi; allora Giovino permise ai propri uomini di andare all'inseguimento del nemico, facendone strage: il risultato della battaglia di Châlons fu una vittoria romana con 6.000 Alamanni morti e 4.000 feriti a fronte di 1.200 Romani morti e 600 feriti. Dopo la battaglia fu informato che gli Ascarii avevano catturato un "re" alamanno e l'avevano giustiziato senza l'ordine del proprio tribuno. Terminata la campagna contro gli Alamanni, Giovino tornò da Valentiniano, a Parigi o a Reims, e come premio per le proprie vittorie ricevette il consolato per il 367.
Secondo Ammiano Marcellino, durante l'anno del suo consolato, Giovino seguì l'imperatore da Amiens a Treviri, dove la corte imperiale fu raggiunta dalla notizia di una rivolta in Britannia; inizialmente Valentiniano mandò il proprio generale Severo a sedare la rivolta, ma quando questi chiese dei rinforzi, l'imperatore inviò in Britannia Giovino. A quanto pare, anche Giovino chiese dei rinforzi; inoltre Valentiniano aveva bisogno di Giovino, il suo generale migliore, per la prevista campagna oltre il Reno: in Britannia fu mandato allora Teodosio e Giovino fu richiamato a corte. Secondo alcuni storici moderni, la prima notizia di un'invasione barbarica riferiva di un attacco alle coste settentrionali della Gallia, e fu là che Giovino fu mandato a riportare sotto controllo la situazione; successivamente sarebbe giunta notizia di un'invasione della Britannia che necessitava di forze maggiori di quelle portate con sé dal generale romano, e per questa seconda campagna fu scelto Teodosio, mentre Giovino rimase a riportare sotto controllo la costa gallica.
Nel 368 combatté sotto Valentiniano I nella battaglia di Solicinium.
Gli si attribuisce la fondazione delle città di Joigny e di Joinville (Jovinium). Suo nipote fu Giovino, usurpatore in Gallia all'inizio del V secolo.